# Serramorena
Serramorena és una masia situada al municipi de Riner, a la comarca catalana del Solsonès.